# Province d'Albacete

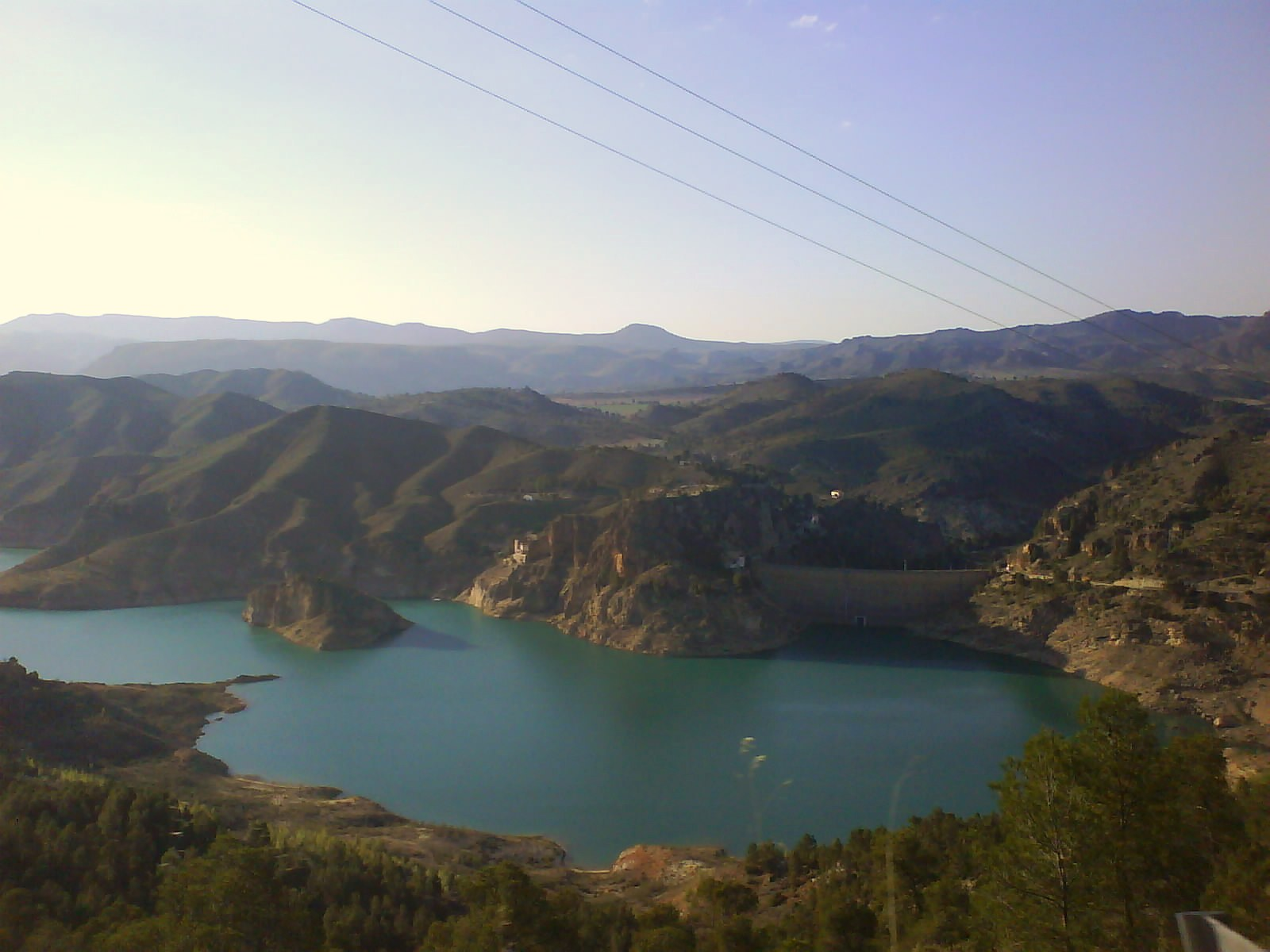
Réservoir Fuensanta en 2008.

La province d'Albacete (en espagnol Provincia de Albacete) est une des cinq provinces de la communauté autonome de Castille-La Manche, dans le sud-est de l'Espagne. Sa capitale est la ville d'Albacete.

## Géographie
La province d'Albacete est située au sud-est de la communauté autonome. Elle couvre une superficie de 14 858 km2.
La province d'Albacete est bordée au nord par la province de Cuenca, à l'est par les provinces de Valence et d'Alicante (Communauté valencienne), au sud par la région de Murcie, au sud-ouest par les provinces de Grenade et de Jaén (communauté autonome d'Andalousie) et à l'ouest par la province de Ciudad Real.

## Préhistoire
Des études géologiques ont permis de montrer que la province était occupée par un bassin maritime au Turonien (Miocène supérieur).

## Subdivisions
La province d'Albacete est subdivisée en sept comarques ou mancomunidades et 87 communes.